# Sindrome del tunnel cubitale
Per  sindrome del tunnel cubitale in campo medico, si intende un insieme di manifestazioni che riguardano il nervo ulnare del gomito, scaturita da una compressione del nervo o da una trazione dello stesso, la sua incidenza è più rara rispetto alla sindrome del tunnel carpale.

## Eziologia
Si manifesta per movimenti ripetitivi e anomali del gomito, come il continuo appoggiarsi sui gomiti o continue stimolazioni (eccessive flessioni). Per quanto riguarda le patologie che possono influire vi è la presenza di cisti gangliare, arteriti ma l'eziologia può essere anche di tipo traumatica, autoimmune o genetica.

## Sintomatologia
I sintomi prevedono parestesia nel territorio di innervazione del nervo ulnare come ad esempio il quinto dito e parte del quarto, torpore al gomito, con dolore diffuso. Con l'andare del tempo si evidenziano casi di ipostenia di diversi muscoli della mano che ne impediscono il corretto funzionamento, ad esempio si rende difficoltosa la stretta di mano.

## Terapia
Il trattamento prevede l'immobilizzazione attraverso l'uso di tutori che vengono utilizzati durante il sonno (vengono bloccati in posizione piegate a 45 gradi), mentre durante la fase di veglia si poggiano i gomiti su superfici soffici come cuscini. Solo occasionalmente nei casi peggiori si utilizza la chirurgia (decompressione).